# Okręg wyborczy North Devon
Okręg wyborczy North Devon powstał w 1832 r. i wysyłał do brytyjskiej Izby Gmin dwóch deputowanych. Okręg ten został zniesiony w 1885 r. Przywrócono go w 1950 r. jako okręg jednomandatowy. Obejmuje on północną część hrabstwa Devon.

## Deputowani do brytyjskiej Izby Gmin z okręgu North Devon

### Deputowani w latach 1832–1885
- 1832–1839: Hugh Fortescue, wigowie
- 1832–1837: Newton Fellowes
- 1837–1857: Thomas Dyke Acland, Partia Konserwatywna
- 1839–1857: Lewis Buck
- 1857–1865: James Wentworth Buller
- 1857–1866: Charles Hepburn-Stuart-Forbes-Trefusis, Partia Konserwatywna
- 1865–1885: Thomas Dyke Acland, Partia Liberalna
- 1866–1885: Stafford Northcote, Partia Konserwatywna
- 1885–1885: John Moore-Stevens

### Deputowani po 1950 r.
- 1950–1955: Christopher Peto, Partia Konserwatywna
- 1955–1959: James Louis Lindsay, Partia Konserwatywna
- 1959–1979: Jeremy Thorpe, Partia Liberalna
- 1979–1992: Antony Speller, Partia Konserwatywna
- 1992–2015: Nick Harvey, Liberalni Demokraci
- 2015-2019: Peter Heaton-Jones, Partia Konserwatywna
- 2019- :    Selaine Saxby, Partia Konserwatywna